# Alloplant
Alloplant là một vật liệu sinh học được xử lý hóa học thực nghiệm được sử dụng để cấy ghép. Nó được làm chủ yếu từ thịt người đã chết. Các mô được khử trùng bức xạ và được nghiên cứu để tái tạo các mô của người nhận. Khái niệm này đã bị từ chối bởi cộng đồng y tế nói chung.

## Sử dụng trong cấy ghép mắt
Người ủng hộ chính của alloplant là bác sĩ phẫu thuật người Nga Ernest Muldashev. Năm 2000, ông tuyên bố đã ghép thành công mắt người lên một phụ nữ mù bằng cách sử dụng giác mạc và võng mạc thu hoạch được kết hợp với kỹ thuật alloplant.
Ca phẫu thuật diễn ra sau khi ông và đồng nghiệp thực hiện chuyến đi đến Tây Tạng. Theo Muldashev, chuyến đi này đã mang đến cho ông một sự hiểu biết bẩm sinh và chưa từng có về những ý tưởng và khái niệm thế giới nhất định. Ông tuyên bố ông đã chứng kiến những hiện tượng huyền bí liên quan đến "tấm gương thời gian" trong việc tìm kiếm tổ tiên "khổng lồ".
Tuyên bố này đã bị hầu hết cộng đồng khoa học và y tế bác bỏ. Mặc dù họ tránh sử dụng thuật ngữ "lang băm", các bác sĩ được The Guardian phỏng vấn khẳng định rằng việc cấy ghép như vậy là không thể về mặt y tế và không được hỗ trợ bởi các bằng chứng y khoa được bình duyệt. Tuy nhiên, bệnh nhân trong câu hỏi tuyên bố đã phát triển khả năng phân biệt hình dạng, màu sắc và thậm chí các chữ cái với mắt ghép của bà. Hai bác sĩ nhãn khoa từ Nevada đã xuất bản một bài báo vào năm 2008 kết luận rằng phương pháp alloplant làm giảm áp lực nội nhãn, một trong những cách chính để điều trị bệnh tăng nhãn áp và tái tạo mô được hỗ trợ.